# ヴォルフ・ヤコブ・ラウフェンシュタイナー
ヴォルフ・ヤコブ・ラウフェンシュタイナー（Wolff Jacob Lauffensteiner, 1676年頃 - 1754年）は、シュタイアー（現オーストリア）生まれのドイツのリュート奏者、作曲家。バイエルン選帝侯マクシミリアン2世の息子たちの音楽教師兼従者として仕えた。

## 作品
散逸し部分的にしか現存していない作品が多い。現在に伝わる100以上の作品（室内楽、リュート独奏曲）は手稿譜の形でシレジア地方の修道院やオーストリア等の図書館で保存されている。エルンスト・ゴットリープ・バロンの著書"Historisch-theoretische und practische Untersuchung des Instruments der Lauten"によると「優美な作曲を行った｣とある。